# 天主教安班扎教區
天主教安班扎教區（拉丁語：Dioecesis Ambaniaënsis）是馬達加斯加一個羅馬天主教教區，屬安齊拉納納總教區。

## 歷史
1848年9月4日自馬達加斯加監牧區設立馬約特、貝島暨科摩羅宗座監牧區，1932年接收了迪戈蘇亞雷斯代牧區一部份轄區。1938年6月14日升為代牧區。1955年9月14日升為教區。1975年6月5日科摩羅群島分出，設立宗座署理區。

## 現況
2012年有教友142,112人（佔轄區總人口9.7%）、十三個堂區、七十七名司鐸。教區主教現時出缺。